# Rolling with the Punches (The Blue Stones)
''Rolling with the Punches'' is een nummer van de Canadese rockband The Blue Stones. Het nummer werd als single uitgebracht op 13 juli 2018, en verscheen op het heruitgebrachte album Black Holes op 26 oktober 2018 onder het muzieklabel Entertainment One.